# Bellabeg House
Bellabeg House ist ein Herrenhaus in der schottischen Ortschaft Bellabeg in der Council Area Aberdeenshire. 1971 wurde das Bauwerk in die schottischen Denkmallisten zunächst in der Kategorie B aufgenommen. Die Hochstufung in die höchste Denkmalkategorie A erfolgte 2006.

## Geschichte
Wie auch beim nahegelegenen Skellater House handelt sich um einen frühen Sitz eines Lairds aus dem Clan Forbes. Bellabeg House wurde vermutlich zwischen 1690 und 1730 errichtet. Im heutigen oder einem Vorgängerbauwerk wurde 1707 John Forbes geboren. 1765 wurden kleinere Umbauten vorgenommen und im frühen 20. Jahrhundert der Küchenflügel integriert. Das innerhalb der Familie vererbte Anwesen diente zu Zeiten des Ersten Weltkriegs als Genesungsheim für belgische Soldaten. Diese sind vermutlich auch Erbauer des Umfriedungszauns. Im späteren 20. Jahrhundert wurde an der Westseite ein Flügel ergänzt.

## Beschreibung
Bellabeg House steht zwischen der A944 und dem Fluss Don am Ostrand des Weilers Bellabeg. Das zweistöckige Herrenhaus weist einen T-förmigen Grundriss auf. Sein Mauerwerk besteht aus roten und dunklen Granitquadern. Einzelne Flächen der Seiten- und Rückfassaden sind mit Harl verputzt. Die nordwestexponierte Hauptfassade ist fünf Achsen weit. Oberhalb des mittigen Hauptportals ist eine Wappenplatte eingelassen. Sie zeigt das Clanwappen zusammen mit dem Motto „NON TEMERE“. Die Fassade schließt mit einem gerundeten Zwerchgiebel.
Das nahegelegene Inverernan House wurde 1935 umgestaltet und ist nun annähernd eine Kopie von Bellabeg House.